# EdYouth
EdYouth（又稱臺灣一滴優教育協會，簡稱一滴優，前身為108課綱倡議計畫）是在2022年創立的學生團體，聚焦關注課綱議題，並以對上倡議，對下培力為宗旨。團隊成員除了參與政府部門教育政策研修會議、撰寫報告與舉辦論壇，也辦理線上講座、免付費工作坊，教學生如何進行個人申請面試、撰寫學習歷程檔案等，試圖彌補各高中資源分配差異的缺憾。

## 緣起
108課綱上路後，學生仍有許多不完善之處，使得新課綱在理想和實務上有著明顯差距，例如：分科測驗取消國英數乙、學習歷程檔案配套措施不完善等。有鑑於此，廖宥甯、陳惠平、李瑞霖三位108課綱下的高三畢業生，於2022年3月撰寫「108課綱觀察報告」，隨後便受邀與國教署、國教院相關部會官員進行晤談，並成立「108課綱倡議計畫」。
2023年4月，團隊更名成EdYouth，並在此期間參與多場政府部門教育會議。

## 大事記

### 108課綱觀察報告
2022年3月，廖宥甯、陳惠平與李瑞霖發放1500份問卷、進行4場焦點團體，做出61頁的「108課綱觀察報告」，並提出五大訴求，包含「弭平課本與考試程度鴻溝」、「拒絕學習歷程軍備競賽」、「正視城鄉與資源落差」、「直面教育現場執行問題」，以及「確立教育改革方向」，除了受到台灣教育界關注外，更有立法委員引用報告質詢教育部。後續，該份報告翻譯成英文版，並納入「兒童權利公約第二次國家報告國際審查」。
2023年4月，EdYouth以團隊名義提出「2023年108課綱觀察報告」，分為高中及技高2部分，共有4大重點，包含「108課綱期待的適性揚才，現階段做不到」、「學習歷程檔案美意遭考招制度耽誤，終成升學主義打手」、「課綱忽視技職體系差異，學生失去完整學習的權利」、「期許教育部看見學生、信任學生，讓學生成為自己」。 
面對EdYouth的質疑，教育部則表示依照報告結果，多數學生支持108課綱的方向，只是對實施細節有些不同看法。學生受限於升學壓力，難免會認為為了升學才做學習歷程，但其實在潛移默化之中，素養能力也有一定程度的提升，到了大學將能夠展現出來。

### 108課綱高中生論壇
2022年8月11日，EdYouth（當時名稱仍為108課綱倡議計畫）與臺灣青年民主協會主辦「這次換我說！108課綱高中生論壇」，是首次以高中生為主體，針對現行教育政策進行評析的公開論壇。論壇共分為「學習歷程檔案」、「升學與考招」、「課綱課程與課本編排」、「自主學習與素養」四大主題，高中生們從自身使用課綱的經驗出發，讓教育部、社會大眾能聽到學生對於108課綱的想法。當天，教育部長潘文忠亦親自出席論壇。
2023年8月9日，EdYouth辦理第二屆課綱論壇，並更改活動名稱為「這次換我說！108課綱高中職論壇」。

## 外部連結
- 官方網頁 （页面存档备份，存于）
- Instagram
- Facebook （页面存档备份，存于）